# Leptonema rafita
Leptonema rafita är en nattsländeart som beskrevs av Munioz-quesada 1997. Leptonema rafita ingår i släktet Leptonema och familjen ryssjenattsländor. Inga underarter finns listade i Catalogue of Life.